# Шароњање
„Шароњање“, шароњавање (од албанске речи шара - тестера), трапање, трапавање, трапањање трепанација лобање (по иструменту трапањ), је посебна врста операције која се вршила на Балкану у Средњовековној Србији, Црној Гори, Босни и Албанији, на глави живог човека, пробијањем лобање нарочитим сврдлом, како би особа над ким се та операција изврши или оздравила или умрла од трајне „бољоглаве“ која је настала услед какве повреде у завади или пада са висине. Шароњање је, у зависности од умешности видар, преживљавало између две трећине и три четвртине пацијената.
Видари у средњовековној Србији, који су овај занат преузели од Арбанаса, олако су се одлучивали на шароњање (нарочито у забитим крајевима), код повреде главе, падавице, махнитања и главобоље. Начине ли отвор на лобањи, они су очекивало се да ће ту изаћи болест, а и нечастиви. Сам захват слично се радио и у другим крајевима (нпр. у прошлости Перуа, Француске).
У Историји медицине постоји схватање да доказ о постојању вештине „шароњања“ или трепанације лобање (како се данас то стручним језиком зове), у било којој цивилизацији, или друштвеном раздобљу, треба узети као доказ постојања развијене хирургије. Па се присталице народне, или етномедицине, и данс често користе њом како би доказале своју стручност. Али остаје питање: који су били разлози за обављање таквог захвата у средњем веку, јер недостају медицинска објашњења: шта то на можданим опнама и мозгу народни видар види?

## Историја
Шароњање и операције мозга вршене су и много година пре наше ере. За то су докази ископане лобање старих Египћана, Инка, Перуанаца, које убедљиво доказују да су на лобањама прављени вештачки отвори, а неке од њих сведоче да су појединци савладали инфекцију и преживели операцију. У тим случајевима вероватно није прелажена природна баријера тврде можданице или је интервенисано само у површним слојевима мозга.
Трагови шароњања откривени су на праисторијским лобањама на многим локалитетима у Европи, Северној и Јужној Америци, Африци, Азији.
Занимљиве примере шароњања на тлу Централног Балкана налазимо на два локалитета у периоду металног доба, у Мокрину (некропола са преко 300 скелета, на 8 је извршено шароњање) и Крива Река (калота из гроба бр.1, тумула IV са 3 отвора од шароњања).
Прве податке о шароњању налазимо у списима античких писаца, па се може претпоставити да су стари Грци познавали ову технику. У Хипократовом делу „О повредама главе“, прилично се детаљно дају упутства за вршењу трепанације, која се спомиње као терапијска перфорација примењивана код прелома лобање.
Током средњег века овај метод описује Гален, а под називом лат. purgatio capitis спомиње је и Авицена. 
Принијер (фр. Prunieres), лекар из Марвежола (Француска), је 1865. године открио у једном долмену у Егијеру (фр. Aiguieres), у централној Француској једну лобању која је на затиљном пределу имала округао отвор направљен вештачким путем. Претпоставио је да је реч о отварању лобање да би се од ње направила чаша за пиће. Ову претпоставку оспорио је десет година касније Пол Брока, који је показао да је на овој и још једном броју других лобања вршена трепанација. Брока је сматрао да је отварање лобање вршено на деци у ритуалне сврхе, јер је видео да извађени округли фрагменти коштаног свода лобање могу имати улогу амулета. Касније је доказано да су ове интервенције вршене на одраслим индивидуама.
У Јужној Америци трепанација је рађена чак и на потпуно здравим људима, јер се веровало да обезбеђује дуговечност.
У Србији за време турске власти није било школованих лекара. Народ су лечили видари, травари који су скупљали лековито биље и правили мелеме, али радили помало и хируршке послове. Ти „народни лекари“, видари или „ранари“ обављали су и прва шароњања лобање. У историјским изворима помиње се законом регулисан међусобни однос трепанираног и трепанатора из 1427. па са са сигурнођћу може претпоставити да је шароњање рађено и пре тога.
А. Лаиновић је 1949. године објавио на Цетињу, превод са француског у коме се наводи да су најмање три Француза (лекара, дипломата) 1855. и 1869. године, описали технику шароњања лобање. Французи, који су били лични лекари владике Рада и кнеза Данила, Тедески и Панкрази (1855), у својим списима наводе:
| „ | Највећи европски ауторитети сличне операције практикују само у крајњој нужди. Чудно звучи, али ту деликатну операцију врше у Црној Гори веома спретно и са ретком срећом. | ” |

У Црној Гори народни лекари изводили су шароњање све до 1856. када је нез Данило то забранио. Од тада је шароњање рађено у тајности. Црногорски Сенат је 1880. трепанаторе Иличковиће званично прогласио народним лекарима. Међу трепанаторима је било је и жена; у литертури се помињу Наста и њена кћерка Савета из Скадра.
У Србији су шароењања почеле у истом периоду, а у неким селима Власи су их изводили чак и до 1907. године. На територији Србије и Црне Горе трепанације су успешно рађене још пре познавања анестезије (1846), открића антисепсе (1870), пре увођења инструмената за трепанацију у Енглеској (1600), и пре изума „шестара за сечење лобање“ (1564).
Сима Тројановић сматра да су Срби ову вештину примили од Грка, преко Арнаута (у античку медицину увео Хипократ). Од свих
европских и свих словенских народа једино су Срби практиковали шаровање.
Према сведочењу из пера проте Милоша Велимировића (1848-1920), рођеном у Васојевићима, у селу Краљима, сазнајемо да је у 19. веку у Србији доста често, након повреда главе у тучама примењивано шароњање. У овом опису он је детаљно описа трепанације којој је лично присуствовао. Ево дела писаног приказа Милоша Велимировића:
| „ | Када су се 1866. године шароњали Благоје Станић из Краљевих Бара и Радисав Б. Мићовић из Пеовца, ја сам се стрефио у селу и присуствовао томе послу код обојице и пажљиво посматрао. Мајстор овога посла био је Куч Радосав Петров Поповић Дрекаловић с Медуна. Шароњао је прво Благоја, коме је тада могло бити око 40 година, код његове куће. За сво то вријеме био је Благоје као стијена непомичан и никаквог знака од себе није показао да осјећа болове. Отишао сам држећи у тврдо да ће Благоје умријети, но то није било. Оздравио је, и послије те операције живио још пуних 45 година. Умро је 1909. године пошто је претурио нешто више од 80 година свога живота. | ” |

## Индикације и накнада видару
„Шароњање“ или трепанација лобање, вршена је над оболелим или повређеним особама и то по њиховом захтеву, због болести или повреде главе. Пошто је, шароњање постало бизнис, брзо је постало лек за све и свашта. Тако су трепаном лечене не само главобоље и повреде главе, већ и повишен крвни притисак, епилепсија, менталне болести па чак и стерилитет код жена. 
У Српском народу ако је шароњање извршено због повреде главе у тучи, трошкови лечења падали су на терет ономе који је повреду нанео, по уобичајеном народном суду, и од кога се за шароњање не тражи одобрења. Ако би шароњани након операције остао жив, виновник повреде сносио је све трошкове (шараџије, лекове и друге трошкове болесника до оздрављења). А ако шароњани умре онда остаје у аманет крвна освета.

## Начин извођења
Припремне радње
„Шароњању“ се приступало овако: 
| „ | Болесник изјави својој породици и своме племену да хоће да се шароња, тада се ови постарају да нађу „Ећима“ и добаве га. Кад овај дође скупља се породица и племе болеснога и ови позову из села 5-10 људи који су од гласа и повјерења и уговори се између болесника, породице, племена и шараџије да ако послије операције настане смрт то племе нема права бацати никакове кривице на шараџију и да се он нема чега бојати. Кад ово утврде онда настаје и погодба о заслузи ећимској (видарини), у којој пресудну ријеч имају они људи који су дошли као повјереници за обије стране (починиоца и повређеног) па кад се то утврди настаје операција. | ” |

Техника „шароњања“
Поступак је почињао бријањем глава болеснику. Затим би видар болесника сместио, да се не помера, тако што би један асистент својим рукама обухватио болесника око руку и груди, а своје ноге би обмотао око болесникових. Други асистент је био задужен за држање болесникове главе, док је видар обављао захват. Након бријања видар је пипањем тражио повређено, ило оболело место, на глави, на основу одређивања разлике у топлоти. Када је то место открио, видар узима оштар бријач и њиме у том пределу засече кожу са три стране, колико сматра да му је потребно за интервенцију, свлачи је или одлубљује од лобање, и потом задиже. Све време видар памучним јастучићима уклања крв из ране на кожи главе, и њене ивице посипа, само њему знаним прашком, који треба да заустави даље крварење.
У следећој фази видар је бријачем стругао кост лобање и на остругано место постављао сврдло-трепан (које изгледа као цев или свирала). Сврдло-трепан нека је врста хируршког инструмента. На једном крају ситно је назубљено и то тако да су зупци окренути и повијени један за другим, а на другом крају има ручицу за држање. Описним сврдлом видар је пробијао кост, пажљиво га окрећући на једну страну, све дотле докле не проврти отвор у лобањи. При чему је водио рачуна да сврдлом не додирне и оштети можданице и мозак.
Након пробијања кости лобање видар вади сврдло, са парчетом кости у њему. Величина пробијеног отвора у кости главе зависи од промера сврдла. Затим видар „улази“ у унутрашњост лобање смотуљком од чистог памука, и врши пребрисавање мождане опне.
По завршеној интервенцији на можданицама, видар умеће у отвор на лобањи парчета коре од тикве, и потом одлубљену кост враћа и њоме преклапа оно парче тикве, Тим актом „операција“ звана шароњање је завршена.
Видар остаје уз болесника и прати његово здравствено стање, у најповољнијем случају, најмање још 20 дана. Након тих 20 дана, од дана операције, ако се болесник преживи и добро се осећа, сматрано је да је операција успела.

## Последице
Захват шароњањања вршио се као на „позорници“, без опијања (анестезије), пред најугледнијим особама из села, у крајње нестерилним условима и најчешче са неопраним рукама видара. Под тим условом и да је „шароњање“ изведено како ваља, претила је опасност од инфекција можданих опни и сепсе. Отуда потиче и она узречица народних видара коју су они изговарали након шароњања: или–или... умиреш или ћеш прездравити